# Fuerza de Tarea Conjunta Omega
La Fuerza de Tarea Conjunta Omega Ω(FUTCO) es una unidad de las Fuerzas Militares de Colombia integrada por aproximadamente 21.000 miembros del Ejército Nacional de Colombia, la Fuerza Aérea Colombiana, la Armada de la República de Colombia y la Policía Nacional de Colombia. En la actualidad se orienta a la protección del Estado y sus recursos (Población, Territorio y Soberanía) para neutralizar los Grupos Armados Organizados residuales (GAOR), Grupos Delictivos Organizados (GDO) y Delitos Transnacionales (DT).

## Historia
La Fuerza de Tarea Conjunta Omega fue creada en el 2003 por el entonces comandante de las Fuerzas Armadas, general Carlos Ospina Ovalle. Inicialmente estaba compuesta por la Fuerza de Despliegue Rápido (FUDRA) y sus cinco brigadas móviles, la cual tiene su puesto de mando en el municipio de La Macarena (Meta). Luego durante 2008, se creó el Comando Específico del Caguán (CEC), con tres brigadas móviles y con puesto de mando en San Vicente del Caguán (Caquetá). Durante el 2009, se creó el Comando Específico del Oriente (CEO) también con tres brigadas móviles, pero con puesto de mando en el municipio de San José del Guaviare (Guaviare). También durante el 2009, se agregó la Fuerza Conjunta de Acción Decisiva (Fucad).
Así mismo forman parte de la ‘Omega’ un componente fluvial de la Armada integrado por la Brigada de Infantería de Marina N°3 con puesto de mando en Tres Esquinas - Caquetá, el Componente Aéreo Conjunto integrando por miembros de la Fuerza Aérea y Aviación del Ejército, el cual tiene el puesto de mando en el Fuerte Militar Larandia.
La campaña militar comenzó en marzo de 2004, con la campaña militar ‘JM’ y su teatro de operación fue de 75.000 km² en un área comprendida entre los departamentos de Meta, Caquetá y Guaviare.
El 15 de julio de 2007, se llevó a cabo una operación militar contra la guerrilla de las FARC-EP. La operación fue comandada por tropas del Batallón Contraguerrilla 17, adscritas a la Brigada Móvil 2, en la vereda Montañitas, cerca del municipio de Mesetas, en el departamento de Meta. Después de ubicar el campamento guerrillero, se inició un combate con guerrilleros del Frente 42 de las FARC-EP. Los militares lograron neutralizar en combate al terrorista José Nerup Reyes Peña, conocido con el alias del 'Campesino'. En su poder se encontró información sobre las Fuerzas Militares de Colombia que supuestamente era clasificada y ultrasecreta. Las FARC-EP habían logrado montar una red de espionaje en los organismos de seguridad del Estado, lo preocupante para el gobierno fue que información de la Fuerza de Tarea Conjunta Omega también se comprometió. Sin embargo, el general Freddy Padilla De León, comandante de las Fuerzas Militares dijo que "no compromete la seguridad nacional, no compromete el plan de la seguridad democrática, ni compromete nuestro plan de guerra".

## Unidades
La Fuerza de Tarea Conjunta Omega fue activada con Puesto de Mando en el Fuerte Militar Larandia, en el departamento de Caquetá. Cuenta con 13 brigadas móviles del Ejército Nacional adscritas a las unidades operativas mayores, un Estado Mayor, un Componente Aéreo Conjunto y una Brigada Fluvial. Forman parte de esta unidad:
- Fuerza de Despliegue Rápido (FUDRA)
  - Brigada Móvil 1 (La Macarena)
  - Brigada Móvil 2 (La Uribe)
  - Brigada Móvil 3 (La Macarena)
  - Brigada Móvil 10 (La Julia)

- Fuerza Conjunta de Acción Decisiva (FUCAD) Desde el mes de febrero de 2011 dejó de pertenecer a la Omega.
  - Brigada Móvil 16 (La Macarena)
  - Brigada Móvil 17 (Puerto Rico)
  - Brigada Móvil 18 (Vista Hermosa)

- Comando Específico del Caguán (CEC)
  - Brigada Móvil 6 (Cartagena del Chairá)
  - Brigada Móvil 9 (San Vicente del Caguán)
  - Brigada Móvil 22 (Peñas Coloradas)

- Comando Específico del Oriente (CEO)
  - Brigada Móvil 4 (Puerto Rico)
  - Brigada Móvil 7 (San José del Guaviare)
  - Brigada Móvil 12 (Vista Hermosa)

- Componente Aéreo Conjunto

Para el Componente Aéreo Conjunto laboran unos cincuenta hombres de la Fuerza Aérea (Comando Aéreo de Combate Nº2 en la Base Aérea de Apiay y Comando Aéreo de Combate Nº6 en la Base Aérea de Tres Esquinas) y de la Aviación del Ejército (Fuerte Militar Larandia), coordinando operaciones aéreas; abastecen de alimentos a los hombres de tierra, y realizan operaciones de rescate de heridos. 
- Componente Armada Nacional - Brigada de Infantería de Marina N°3

Allí más de dos mil hombres coordinan y desarrollan operaciones por los ríos Caquetá, Meta y Guaviare.

## Comandantes
- Mayor General Reinaldo Castellanos (2003-2004)[5]
- Mayor General Carlos Alberto Fracica (2004-2005)[6][7]
- Mayor General Gilberto Rocha (2005-2006)[8]
- Mayor General Alejandro Navas (2006-2008)[9]
- Mayor General Javier Alberto Flórez Aristizabal (2008-2011)[10]
- Mayor General Jaime Alfonso Lasprilla Villamizar (2011)[11]
- Mayor General Luis Fernando Navarro Jiménez (2013-2015)
- Mayor General Nicacio de Jesús Martínez Espinel (2015-2016)
- Mayor ￼General Jorge Humberto Jerez Cuellar (2016 - 2017)
- Mayor General Eduardo Enrique Zapateiro Altamiranda (2017 - 2018)
- Brigadier General Jairo Alejandro Fuentes Sandoval (2018 - 2019)
- Brigadier General Raúl Hernando Flórez Cuervo (2019 - 2022)
- Brigadier General Royer Gómez Herrera (2022 - Actual)